# エス・アイザックス商会
エス・アイザックス商会（英: S.ISAACS & CO., LTD.）は、1866年（慶応2年）に創業された日本の輸出入商社。
2代目社長のシグマンド・アイザックスは、国内初の本格的な洋式競馬場であり、戦前の国内競馬において中心的な役割を果たした根岸競馬場の運営に深く関わり、その最高責任者として競馬場の発展に貢献した。しかし、太平洋戦争の勃発により、米国人のアイザックス個人と同社の全資産は敵国財産として没収された。戦後、元役員の小倉金蔵は、「せめて社名だけでも継承することが、故人への敬意の証しである」と考え、日本法人としてエス・アイザックス商会を再設立した。

## 概要
1866年にルーベンとイスラエル・アイザックス兄弟が横浜で設立した貿易商会を起源とする。1868年に「R・アイザックス兄弟商会」として正式に登記され、明治維新後の日本において、主要な輸出入商社として発展した。
2代目社長のシグマンド・アイザックスの時代には、絹、綿、鉄、化学薬品など多岐にわたる商品を扱い、紳士用品製造工場も所有するなど、事業の多角化を進めた。1919年当時、横浜の200番地に事務所と倉庫を構えていた。シグマンド・アイザックスは1891年に父の事業に参画し、父の引退後の1903年に現在の社名に変更した。1919年当時、同社の事業は非常に繁栄しており、近い将来の急速な拡大が期待されていた。30年以上にわたる日本での貿易経験に基づいた、精力的な経営と健全な判断によって事業は運営されていた。
同社は、生糸や絹製品を含むあらゆる種類の輸出入業務を幅広く手がけていた。特に、豆類などの日本の農産物の主要な輸出業者の一つであり、あらゆる種類の靴下や手袋を製造する工場も運営していた。その靴下工場は同種のものとしては最大規模の一つであり、製品はニューヨークやロンドンでも知られていた。
輸入品としては、鉄、生地、大量の皮革、化学薬品、一般雑貨などがあった。輸出品には、自社工場製品、農産物、あらゆる種類の生糸、ネクタイやハンカチーフなどの絹製品、医薬品、化学薬品、骨董品、一般雑貨などが含まれていた。輸出向け製品の保管や仕上げのために、いくつかの大型倉庫が維持されていた。同社の多岐にわたる事業の各部門は、ヨーロッパの専門家が担当していた。また、パラタイン保険会社の日本における総代理店でもあった。
1923年の関東大震災では甚大な被害を受け、14名の従業員が犠牲となった。犠牲者の慰霊碑は池上本門寺（東京都）に建立されている。シグマンド・アイザックスは根岸競馬場の再建に尽力するなど、日本の競馬界発展にも貢献した。
第二次世界大戦中、敵産管理法により全財産を没収されたが、1958年に元役員の小倉金蔵が社名を継承し、日本法人として再出発した。
戦後は、輸入住宅、建築資材、産業機器など、時代の変化に合わせて事業領域を拡大。近年では、1963年より取り扱うコロニルブランドのレザーケア製品の輸入・販売を主力事業としている。

## 沿革
- 1866年: 横浜で創業[1]。
- 1885年: 服部金太郎に対し、輸入時計の卸売販売を行う外国商館の一つとなる。[10]
- 1896年: 時計、金物、食料、小間物、石油を輸入。漆器、陶器、紙類、雑貨を輸出。[11]
- 1909年: 『日本紳士録 第13版』において、横浜の「七十八番館」に所在する外国商社として記載されている[12]。
- 1918年: 『横浜市商工名鑑 大正七年版』に外国商館として掲載されている[13]。
- 1958年: 株式会社として設立。
- 2025年現在: 東京都千代田区に本社を構え、国内外で事業を展開。

## 事業内容
- 輸出入貿易業
- 国内商品に関する物品販売業
- 安全保障貿易管理に基づく輸出入サービス

## 取り扱い製品
- シューケア用品
- レザーケア用品
- 文房具
- 工業用機械

## 所在地
- 本社: 東京都千代田区東神田2-9-6
- 大阪営業所: 大阪府大阪市淀川区西中島4-4-16 NLC新大阪6号館 1003

## 関連会社
- 株式会社コロニルジャパン
- 石庭企業有限公司（台湾）